# Хипштедт
Хипштедт (нем. Hipstedt) — община в Германии, в земле Нижняя Саксония.
Входит в состав района Ротенбург-на-Вюмме. Подчиняется управлению Гестеквелле. Население составляет 1258 человек (на 31 декабря 2010 года). Занимает площадь 29,38 км².
В городе расположено предприятие по изготовлению машин и оборудования для хлебопекарной промышленности.
Коммуна подразделяется на 2 сельских округа.